# Otero (Ponferrada)
Otero es una localidad y pedanía española perteneciente al municipio de Ponferrada, en la comarca de El Bierzo, provincia de León, comunidad autónoma de Castilla y León.
Cuenta con la Iglesia de Santa María de Vizbayo como mayor exponente artístico y monumental. La iglesia data del siglo XI, es una de las iglesias más antiguas del Bierzo, y un claro ejemplo de la transición del mozárabe al románico. Es la parroquia del pueblo y a su vez del barrio próximo, el Puente Boeza.

## Acceso
Otero se encuentra muy próximo a Ponferrada, situándose a unos dos kilómetros del centro urbano de la misma. Para acceder a Otero, hay que desviarse en el barrio del Puente Boeza de la carretera Ponferrada - Campo de las Danzas.

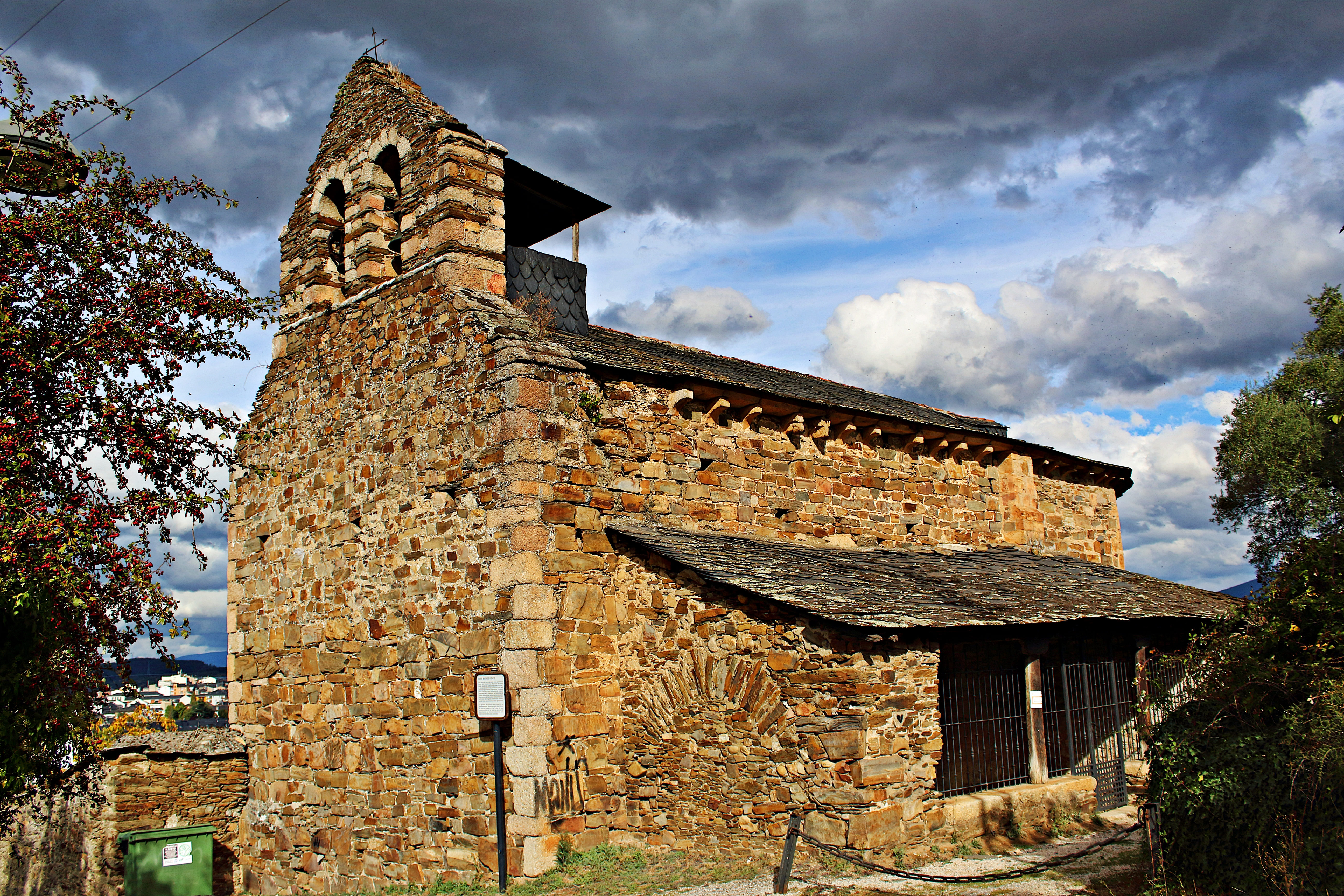
Iglesia de Santa María de Vizbayo en Otero

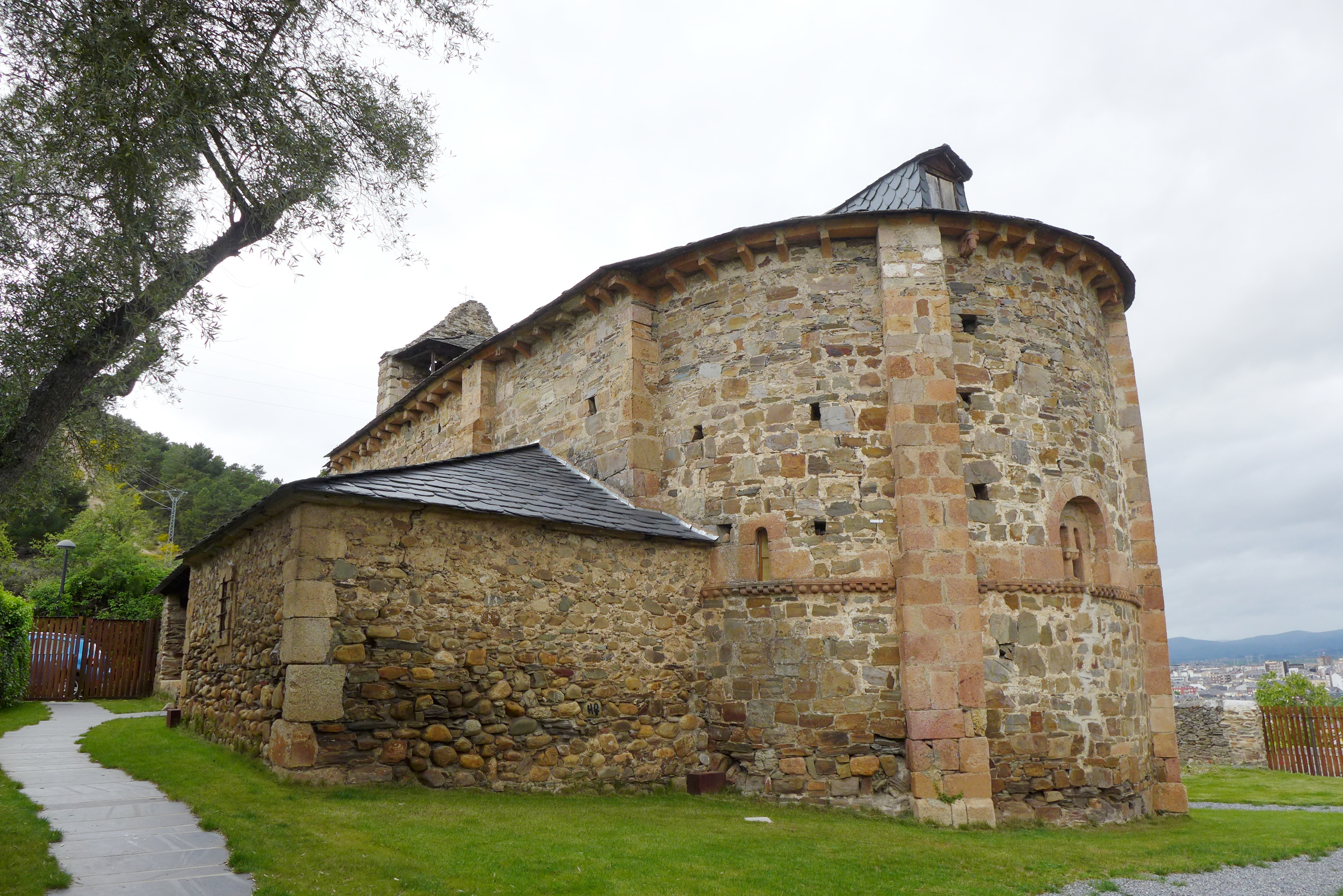
Iglesia de Santa María de Vizbayo parte trasera

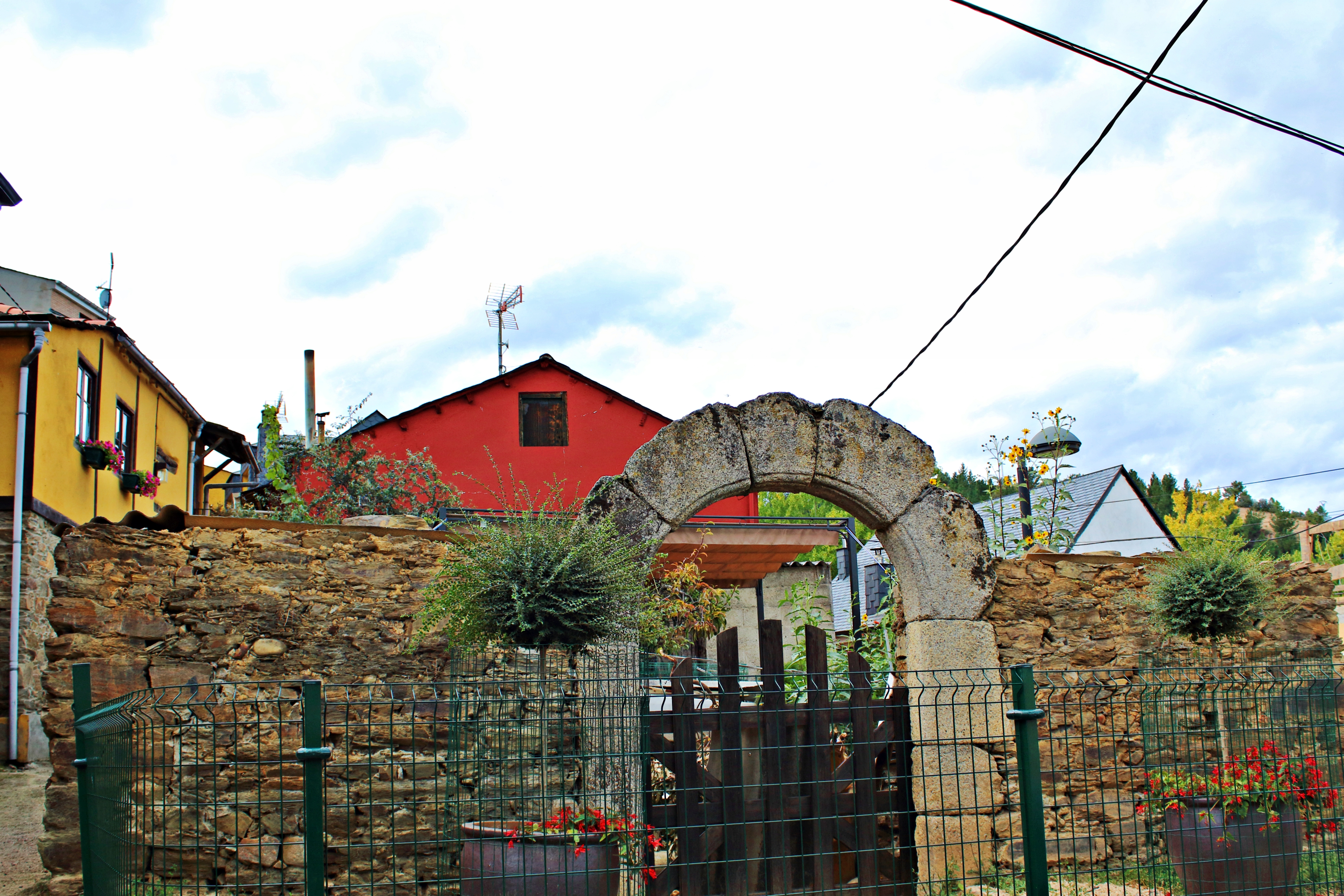
Ermita de Otero

## Historia
El pueblo de Otero nace alrededor del siglo XIV, con la presencia del Santo y Patrón de Otero, San Roque. Cuando la epidemia de la Peste negra llegó a la ciudad de Ponferrada en el año 1576, y el ayuntamiento de Ponferrada decidió reunirse en la iglesia de Santa María de Vizbayo en Otero y allí orar para que el santo frenara la epidemia en la ciudad (frenada finalmente en noviembre de ese mismo año) siendo además Otero, entonces barrio de Ponferrada, la única zona sin enfermar. Desde entonces el Santo es alabado y festejado por el pueblo en su día, el 16 de agosto, cual es el día grande de las fiestas del Pueblo.
El territorio de Otero consta de gran parte del monte pajariel, compartido con Toral de Merayo.Otero previamente era considerado un barrio de Ponferrada hasta 1887 que consiguió su pedanía. La iglesia de Santa María de Vizbayo para posteriormente unificar la parroquia con el barrio del Puente Boeza.
Los territorios de Otero abordaban mucha más parte del monte pajariel que en la actualidad y toda la cuesta que comunica el barrio del puente boeza
En 2014 se fundó la asociación de pendoneros de Otero, contando con dos pendones, uno construido en el siglo XVIII y otro en 2016, que en 2019 fue escrito en él, el nombre de uno de los principales miembros de la asociación y una gran imagen para el pueblo con el escrito de "Ramón no te olvidamos"

## Demografía
Según los datos del INE de 2021, Otero cuenta con un total de 91 habitantes, 43 hombres y 48 mujeres.

## Fiestas
Las fiestas del pueblo son los días 14, 15 y 16 de agosto celebrando el día 15 la procesión de la Patrona Santa María de Vizbayo y el día 16 la procesión de San Roque
Día 14: Es celebrada una Verbena al anochecer en la plaza del pueblo, no obstante desde 2022 las fiestas son celebradas en la era del pueblo
Día 15: Por la mañana se celebra la procesión en honor a la patrona, la virgen de Vizbayo, saliendo de la iglesia y dando la vuelta al pueblo, con una parada en la plaza para cantarle el tradicional canto de La Salve a la virgen. Por la tarde se celebran diferentes actividades infantiles y verbena al anochecer
Día 16: Comienza con la procesión del patrón alrededor de la iglesia, tras la cual, se recitan los gozos de San Roque, para por la tarde proseguir con juegos infantiles y la tradicional chorizada para todo el pueblo. En la verbena al llegar las doce sucede el evento más importante para el pueblo, ya que un miembro del pueblo se disfraza de San Roque, y el resto del pueblo trata de adivinar quien es, mientras que los niños le roban las uvas que lleva y el santo baila en la verbena.
También es tradicional que el sábado antes de las fiestas se celebre una ronda de Bodegas por el pueblo, siendo esta creada en 2013 por dos amigos del pueblo, convirtiéndose año tras año en el evento estrella de las fiestas.